# 吉田省念
吉田 省念（よしだ しょうねん、1980年3月14日 - ）は、日本のシンガーソングライター、ギタリスト。京都府出身。ロックバンド、くるりの元メンバーであり、ギターとチェロを担当していた。
現在は、地元京都府を舞台にライブ活動を行っているほか、オリジナルアルバムの製作や舞台「死刑執行中脱獄進行中」の音楽を担当するなどの活動を展開している。

## ディスコグラフィ
- 【CD】songs
- 【CD】吉田省念と三日月スープ／RELAX
- 【CD】吉田省念 ＋ 四家卯大 ＋ 植田良太／Live Session キヌキセヌ
- 【CD】くるり／坩堝の電圧
- 【CD】柳原吉田／お中元 2015
- 【CD】吉田省念／黄金の館[5][6][7]（2016年5月18日発売）
- 【CD】吉田省念／桃源郷（2017年発売）

### 参加作品
- でもしあわせなんて何を持ってるかじゃない何を欲しがるかだぜ 〜松本隆を唄う〜（2025年5月、ホホホ座） - 作詞家・松本隆作詞活動55周年記念トリビュートカバーアルバム。財津和夫の楽曲「空飛ぶ林檎」（1985年）をカバー

## その他
- 【寄稿】書籍「山口富士夫：天国のひまつぶし」松村正人 編　河出書房新社[8]